# 乔治斯河
乔治斯河（英語：Georges River）是澳大利亚新南威尔士州的一条河流。它在悉尼西南的采煤小镇阿平（Appin）附近发源，发源后向北流经悉尼西南的坎贝尔敦和利物浦。在离利物浦不远处转向东流淌，经过悉尼南部诸区，最终在植物湾（Botany Bay）注入南太平洋塔斯曼海。
乔治斯河得名于英国的乔治三世，乃由新州第一任州长亚瑟·菲利普所命名。